# Stenowithius duffeyi
Espèce
Stenowithius duffeyi est une espèce de pseudoscorpions de la famille des Withiidae.

## Distribution
Cette espèce est endémique de l'île de l'Ascension.

## Étymologie
Cette espèce est nommée en l'honneur d'Eric Duffey.

## Publication originale
- Beier, 1961 : Pseudoscorpione von der Insel Ascension. Annals and Magazine of Natural History, sér. 13, vol. 3, no 34, p. 593-598.